# Tulostoma granulosum
La especie Tulostoma granulosum es un representante del género Tulostoma de la familia Agaricaceae. El origen etimológico de la palabra Tulostoma viene del gr. týlos que significa joroba, callo, dureza, clavija; y de stóma que significa boca, poro, por la forma en que se efectúa la dehiscencia, mediante un poro apical con frecuencia umbonado.

## Clasificación y descripción
La especie Tulostoma granulosum se distingue por tener un saco esporífero globoso a globoso-deprimido, de 15-25 mm de diámetro, no separado del estípite. Exoperidio (ver Peridio) típicamente hifal, con una capa de granos de arena adheridos, que perduran en la parte basal, ocrácea. Endoperidio grueso a apergaminado, liso, o generalmente con improntas gruesas de los granos de arena, blanquecino, ocráceo. Boca fimbriada, casi plana a ligeramente mamelonada, con un borde denticulado, que termina por rasgarse con la edad. Cuello apretado a muy conspicuo, la mayoría de las veces con membrana entera o denticulada, a veces lancerada, separada del pie. Pie generalmente robusto, subleñoso de 20-90 x 3-8 mm, recto, recurvado o atenuado hacia uno de los extremos, terminando basalmente en bulbillo. Esporas globosas a subglobosas, castaño claras, poco coloreadas, pared gruesa de 4-8 μm de diámetro; capilicio subhialino, septado y ramificado, formado por filamentos de pared gruesa y luz visible a nula, de 2-20 μm.

## Distribución
Esta especie se ha citado de Estados Unidos y en México de Sonora.

## Hábitat
Es de hábito gregario, a veces cespitosos, en terrenos arenosos, generalmente a la vera de ríos o arroyos, en matorral xerófilo.

## Estado de conservación
Se conoce muy poco de la biología y hábitos de los hongos, por ello la mayoría de ellos no están incluidos en la Norma Oficial Mexicana 059.